# Целє (община)
Община Целє (словен. Mestna občina Celje) — одна з общин в центральній Словенії. Адміністративним центром є місто Целє.

## Населення
У 2011 році в общині проживало 48556 осіб, 23812 чоловіків і 24744 жінок. Чисельність економічно активного населення (за місцем проживання), 19141 осіб. Середня щомісячна чиста заробітна плата одного працівника (EUR), 966,03 (в середньому по Словенії 987.39). Приблизно кожен другий житель у громаді має автомобіль (52 автомобілі на 100 жителів). Середній вік жителів склав 42,7 роки (в середньому по Словенії 41.8). 